# مقاطعة ماناتي (فلوريدا)
مقاطعة ماناتي هي مقاطعة في فلوريدا، بلغ عدد سكانها 322٬833  نسمة، في 2010، عاصمتها برادنتون، تبلغ مساحتها 2٬312 كيلومتر مربع.

## الموقع
تشترك في الحدود مع:
- مقاطعة هيلزبورو.

## التقسيمات الإدارية
- برادنتون.

## أعلام
- تالبوت موندي
- مونتي ماركام